# Anapisa ruficilla
Anapisa ruficilla là một loài bướm đêm thuộc phân họ Arctiinae, họ Erebidae.